# Peter Röders
Peter Röders (* 11. November 1945) ist ein deutscher Puppenmacher, Puppenspieler und Figurentheaterleiter.
In seiner fabula Filmpuppen Werkstatt in Idstedt, die er seit 1971 betreibt, entstehen von der Handpuppe über Filmpuppen bis zur Großfigur mit elektronischen Steuermechanismen alle Arten von Puppen. Bekannt sind zum Beispiel das Expo 2000-Maskottchen Twipsy und Karlchen. Karlchen ist eine Klappmaulfigur, mit der Björn-Hergen Schimpf eine Reihe von Sendungen in RTL moderierte.
Auch Herr von Bödefeld, die einzige deutsche Puppe in der Sesamstraße, wurde in Idstedt gebaut und von Benita Steinmann gesprochen und gespielt.
Als Puppenspieler prägte und spielte Peter Röders von 1978 bis 1983 den Samson aus der Sesamstraße.
Mit seinem fabula-theater bereist das Ehepaar den deutschsprachigen Raum und spielt mit Puppen, Figuren und Objekten als Gastspieltheater überwiegend für Kinder. Auch auf nationalen und internationalen Figurentheater-Festivals waren die Röders mit ihren Inszenierungen vertreten. 
Röders übernimmt in seinem Theater die Aufgaben des Autors und Regisseurs, inszenierte darüber hinaus auch an anderen Figurentheatern.
Weiterhin betrieb Röders über 20 Jahre hinweg mit Förderung des Landes Schleswig-Holstein die Freie Bildungsstätte für Figurentheater in Idstedt zur Fortbildung professioneller Puppenspieler.